# Indict and Convict
Indict and Convict (englisch für „anklagen und verurteilen“) ist ein US-amerikanischer Fernsehfilm von Regisseur Boris Sagal mit William Shatner in der Hauptrolle als Bezirksstaatsanwalt, der seine Ehefrau ermordet haben soll. Der Kriminalfilm wurde beim Sender ABC am 6. Januar 1974 als Fernsehfilm der Woche (englisch Movie of the Week) zum ersten Mal ausgestrahlt.

## Handlung
Bezirksstaatsanwalt Sam Belden wird beschuldigt, seine Frau ermordet zu haben. Belden erklärt sich für unschuldig, da er zum Zeitpunkt des Mordes 150 Meilen vom Tatort entfernt gewesen sei. Beldens bestem Freund Bob Mathews fällt die Aufgabe zu, als Ankläger die Staatsanwaltschaft zu vertreten, was für Mathews zu einer schwierigen und schmerzhaften Aufgabe wird.

## Wissenswertes
Die Filmdiva Myrna Loy hatte in Indict and Convict einen seltenen Auftritt in einer Fernsehproduktion.